# Praia do Iguape
Praia do Iguape é uma praia brasileira localizada no município de Aquiraz no Ceará. Seu nome já foi Jacaúna. A mudança de nome veio com a publicação da lei municipal nº 2, de 12 de janeiro de 1893, quando foram criados os distritos de Iguapé e Morará, ambos anexados à vila de Aquiraz.
A Praia fica a 44 km de Fortaleza e 18km da sede do município. É uma praia bastante movimentada, especialmente no período do carnaval
Está situada entre as praias do Presídio e do Barro Preto. Além da vila de pescadores, é caracterizada pelas inúmeras casas de veraneio, dunas e mangue. Conta-se que no início da colonização do Estado do Ceará a enseada onde localiza-se era porto para embarcações de piratas que margeavam a costa brasileira.